# Camponotus diversipalpus
Camponotus diversipalpus är en myrart som beskrevs av Santschi 1922. Camponotus diversipalpus ingår i släktet hästmyror, och familjen myror. Inga underarter finns listade.